# خواره‌میر
خواره‌میر، روستایی از توابع بخش مرکزی شهرستان سردشت در استان آذربایجان غربی ایران است.

## جمعیت
این روستا در دهستان آلان قرار دارد و براساس سرشماری مرکز آمار ایران در سال ۱۳۸۵، جمعیت آن زیر سه خانوار بوده‌است.